# Leptocheirus tricristatus
Leptocheirus tricristatus is een vlokreeftensoort uit de familie van de Corophiidae. De wetenschappelijke naam van de soort is voor het eerst geldig gepubliceerd in 1887 door Chevreux.